# Eressa moorei
Eressa moorei là một loài bướm đêm thuộc phân họ Arctiinae, họ Erebidae.